# Shahrestān-e Farīmān
Shahrestān-e Farīmān (persiska: شهرستان فريمان, فريمان) är en delprovins (shahrestan) i Iran.   Den ligger i provinsen Razavikhorasan, i den nordöstra delen av landet, 800 km öster om huvudstaden Teheran.
Delprovinsen hade 99 001 invånare 2016.